# 1434 Margot
1434 Margot (1936 FD1) là một tiểu hành tinh vành đai chính được phát hiện ngày 19 tháng 3 năm 1936 bởi G. Neujmin ở Simeis.